# سانتیاگو چاکون
سانتیاگو چاکون (انگلیسی: Santiago Chacón؛ زادهٔ ۳۰ مهٔ ۱۹۹۲) بازیکن فوتبال اهل آرژانتین است.